# 22836 Ліеннраґаса
22836 Ліеннраґаса (22836 Leeannragasa) — астероїд головного поясу, відкритий 7 вересня 1999 року.
Тіссеранів параметр щодо Юпітера — 3,457.